# Ousse (Pyrénées-Atlantiques)
Pour les articles homonymes, voir Ousse.
Pour l’article ayant un titre homophone, voir Housse.
Ousse est une commune française située dans le département des Pyrénées-Atlantiques, en région Nouvelle-Aquitaine.
Le gentilé est Oussois.

## Géographie

### Localisation
La commune d'Ousse se trouve dans le département des Pyrénées-Atlantiques, en région Nouvelle-Aquitaine.
Elle se situe à 9,6 km par la route de Pau, préfecture du département, et à 8,3 km de Morlaàs, bureau centralisateur du canton du Pays de Morlaàs et du Montanérès dont dépend la commune depuis 2015 pour les élections départementales. 
La commune fait en outre partie du bassin de vie de Pau.
Les communes les plus proches sont : 
Sendets (1,7 km), Artigueloutan (1,9 km), Lée (2,1 km), Idron (3,7 km), Andoins (3,9 km), Meillon (4,3 km), Assat (4,6 km), Aressy (4,7 km).
Sur le plan historique et culturel, Ousse fait partie de la province du Béarn, qui fut également un État et qui présente une unité historique et culturelle à laquelle s’oppose une diversité frappante de paysages au relief tourmenté.

### Communes limitrophes
Les communes limitrophes sont  Artigueloutan, Assat, Bordes, Lée et Sendets.
|       | Sendets |               |
| Lée   | Ousse   | Artigueloutan |
| Assat | Bordes  |               |

### Hydrographie

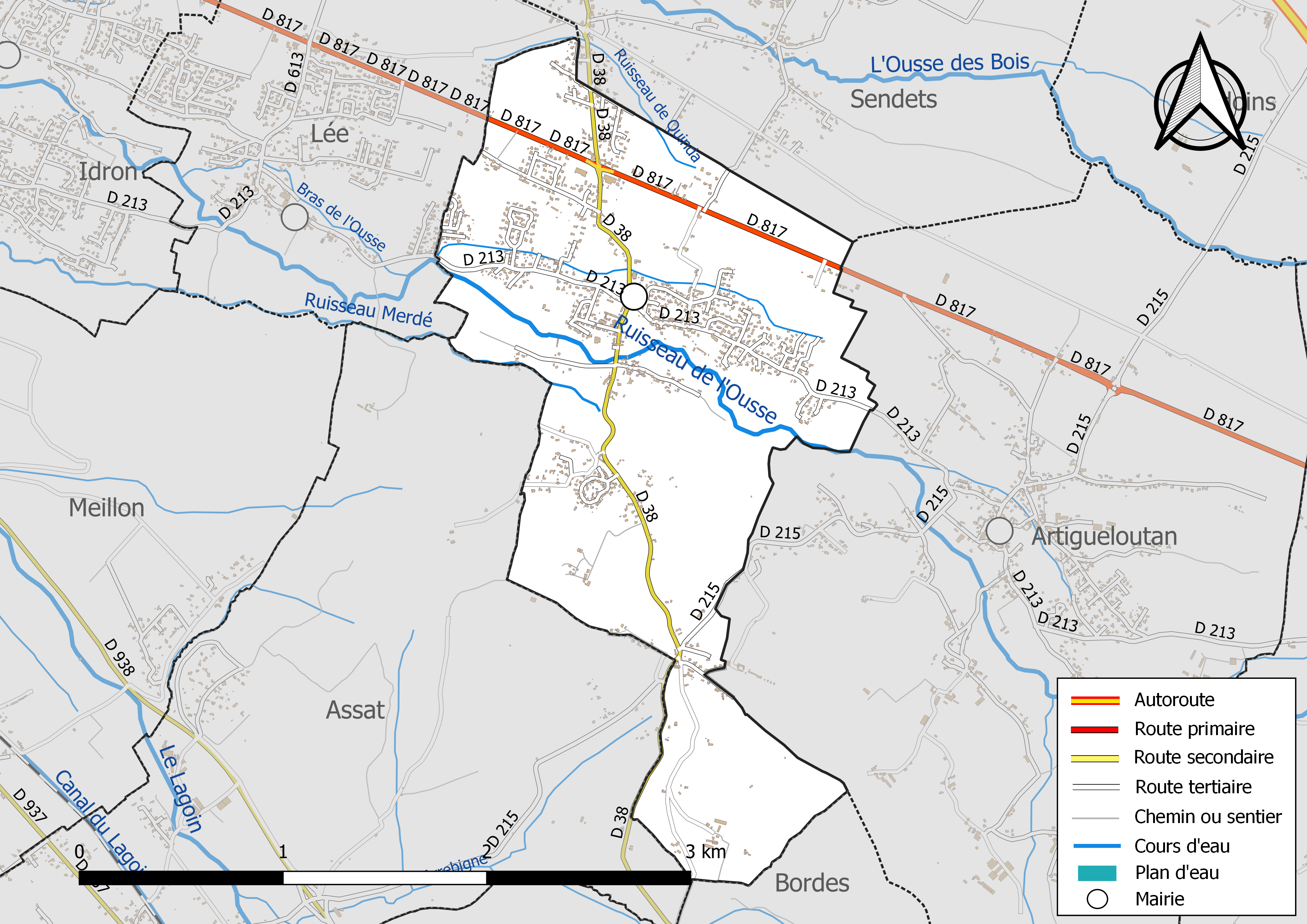
Réseaux hydrographique et routier d'Ousse.

La commune est drainée par le ruisseau de l'Ousse, le ruisseau Merdé, le ruisseau de Quinda et par divers petits cours d'eau, constituant un réseau hydrographique de 6 km de longueur totale,.
L'Ousse, d'une longueur totale de 42,4 km, prend sa source dans la commune de Bartrès et s'écoule du sud-est vers le nord-ouest. Il traverse la commune et se jette dans le gave de Pau à Gelos, après avoir traversé 19 communes.

### Climat
Pour des articles plus généraux, voir Climat de la Nouvelle-Aquitaine et Climat des Pyrénées-Atlantiques.
Historiquement, la commune est exposée à un climat de montagne.  
En 2020, Météo-France publie une typologie des climats de la France métropolitaine dans laquelle la commune est toujours exposée à un climat de montagne et est dans la région climatique Pyrénées atlantiques, caractérisée par une pluviométrie élevée (>1 200 mm/an) en toutes saisons, des hivers très doux (7,5 °C en plaine) et des vents faibles.
Pour la période 1971-2000, la température annuelle moyenne est de 12,8 °C, avec une amplitude thermique annuelle de 14,6 °C. Le cumul annuel moyen de précipitations est de 1 228 mm, avec 11,3 jours de précipitations en janvier et 7,8 jours en juillet. Pour la période 1991-2020, la température moyenne annuelle observée sur la station météorologique la plus proche, située sur la commune de Bénéjacq à 11 km à vol d'oiseau, est de 13,4 °C et le cumul annuel moyen de précipitations est de 1 244,1 mm,. Pour l'avenir, les paramètres climatiques de la commune estimés pour 2050 selon différents scénarios d’émission de gaz à effet de serre sont consultables sur un site dédié publié par Météo-France en novembre 2022.

### Milieux naturels et biodiversité

#### Réseau Natura 2000
Le réseau Natura 2000 est un réseau écologique européen de sites naturels d'intérêt écologique élaboré à partir des Directives « Habitats » et « Oiseaux », constitué de zones spéciales de conservation (ZSC) et de zones de protection spéciale (ZPS).
Un site Natura 2000 a été défini sur la commune au titre de la « directive Habitats » : le « gave de Pau », d'une superficie de 8 194 ha, un vaste réseau hydrographique avec un système de saligues encore vivace,.

## Urbanisme

### Typologie
Au 1er janvier 2024, Ousse est catégorisée ceinture urbaine, selon la nouvelle grille communale de densité à sept niveaux définie par l'Insee en 2022.
Elle appartient à l'unité urbaine de Pau, une agglomération intra-départementale regroupant 55  communes, dont elle est une commune de la banlieue,,. Par ailleurs la commune fait partie de l'aire d'attraction de Pau, dont elle est une commune de la couronne,. Cette aire, qui regroupe 227 communes, est catégorisée dans les aires de 200 000 à moins de 700 000 habitants,.

### Occupation des sols

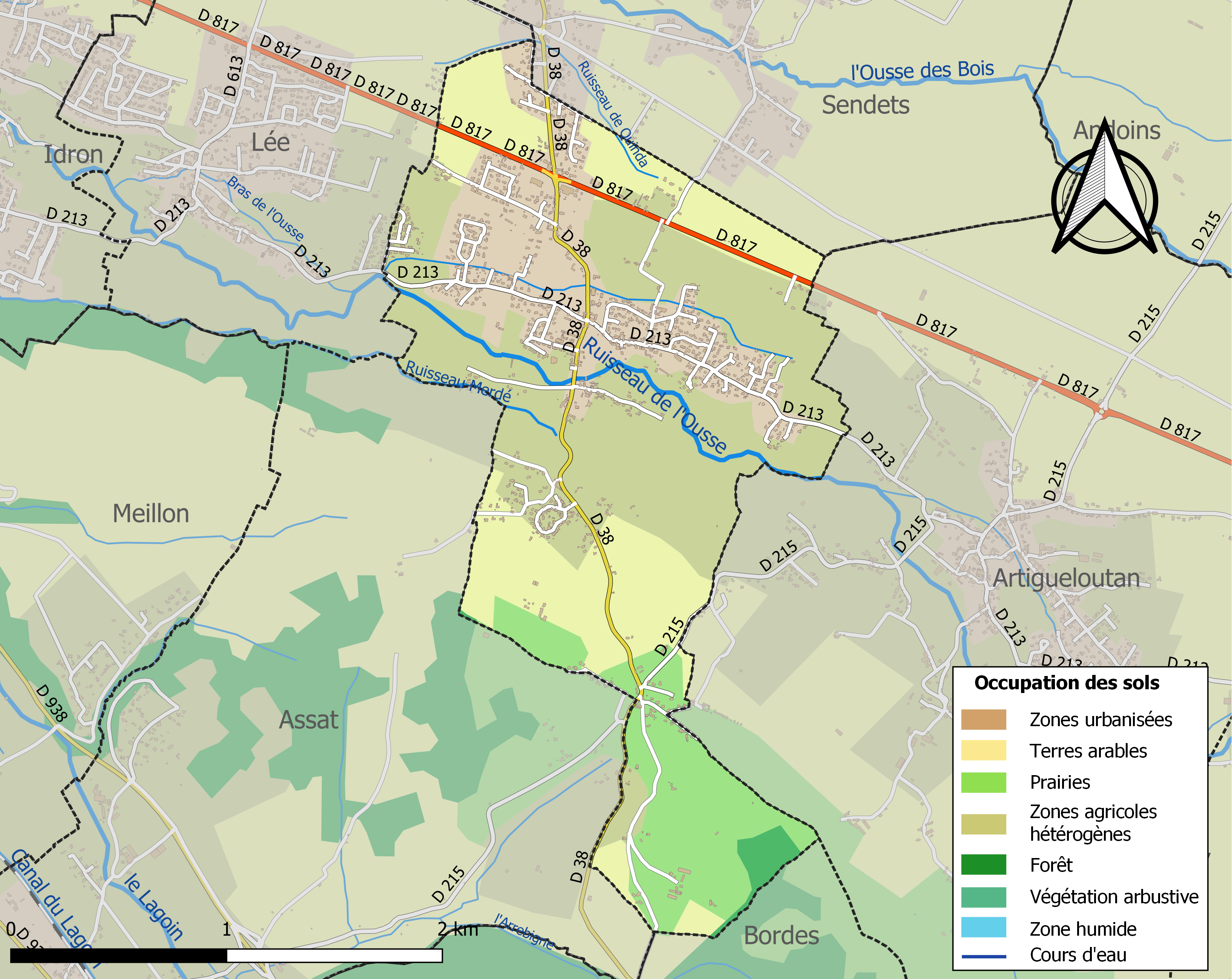
Carte des infrastructures et de l'occupation des sols de la commune en 2018 (CLC).

L'occupation des sols de la commune, telle qu'elle ressort de la base de données européenne d’occupation biophysique des sols Corine Land Cover (CLC), est marquée par l'importance des territoires agricoles (76,9 % en 2018), en diminution par rapport à 1990 (83,6 %). La répartition détaillée en 2018 est la suivante : 
zones agricoles hétérogènes (40,2 %), terres arables (22,7 %), zones urbanisées (21,6 %), prairies (14 %), forêts (1,5 %). L'évolution de l’occupation des sols de la commune et de ses infrastructures peut être observée sur les différentes représentations cartographiques du territoire : la carte de Cassini (XVIIIe siècle), la carte d'état-major (1820-1866) et les cartes ou photos aériennes de l'IGN pour la période actuelle (1950 à aujourd'hui).

### Lieux-dits et hameaux
- Fort de César[7],[25].

### Voies de communication et transports
La commune est desservie par la route nationale 117, reliant Toulouse à Bayonne, et par les routes départementales 38, 213 et 938.
L'accès à l'Autoroute A64 (France) vers Bayonne et Toulouse se fait à la sortie de Soumoulou.

#### Transports urbains
Ousse est desservie par le réseau de bus Idelis :
- Lescar — Soleil ↔ Bizanos — Beau Soleil / Artigueloutan — Salle des Fêtes
- Gan — Mairie ↔ Idron — Domaine du Roy / Sendets — Mairie

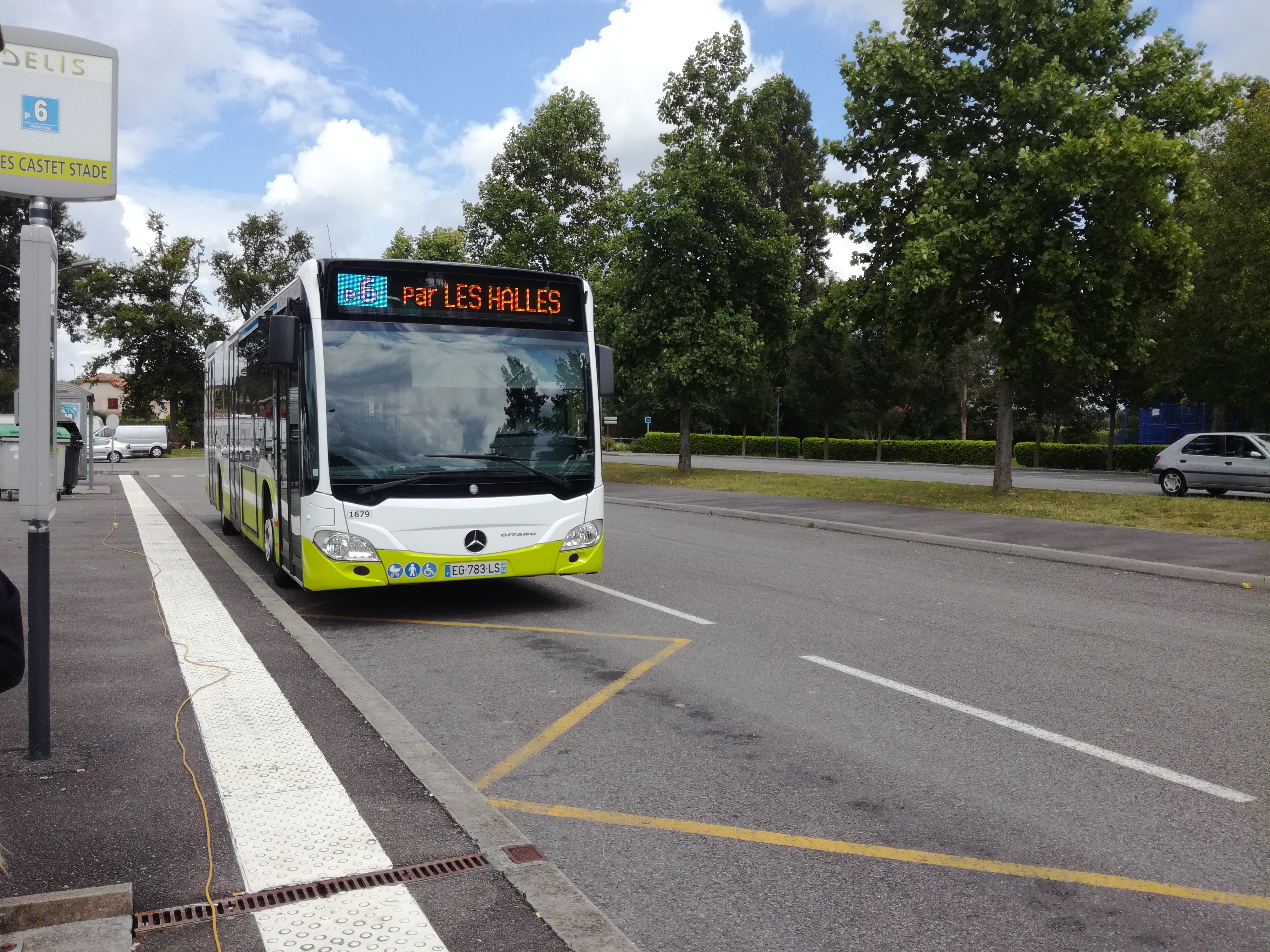
Bus du réseau

### Risques majeurs
Le territoire de la commune d'Ousse est vulnérable à différents aléas naturels : météorologiques (tempête, orage, neige, grand froid, canicule ou sécheresse), inondations et séisme (sismicité moyenne). Il est également exposé à un risque technologique,  le transport de matières dangereuses. Un site publié par le BRGM permet d'évaluer simplement et rapidement les risques d'un bien localisé soit par son adresse soit par le numéro de sa parcelle.

#### Risques naturels
Certaines parties du territoire communal sont susceptibles d’être affectées par le risque d’inondation par une crue torrentielle ou à montée rapide de cours d'eau, notamment le ruisseau de l'Ousse. La commune a été reconnue en état de catastrophe naturelle au titre des dommages causés par les inondations et coulées de boue survenues en 2008, 2009, 2014 et 2021,.

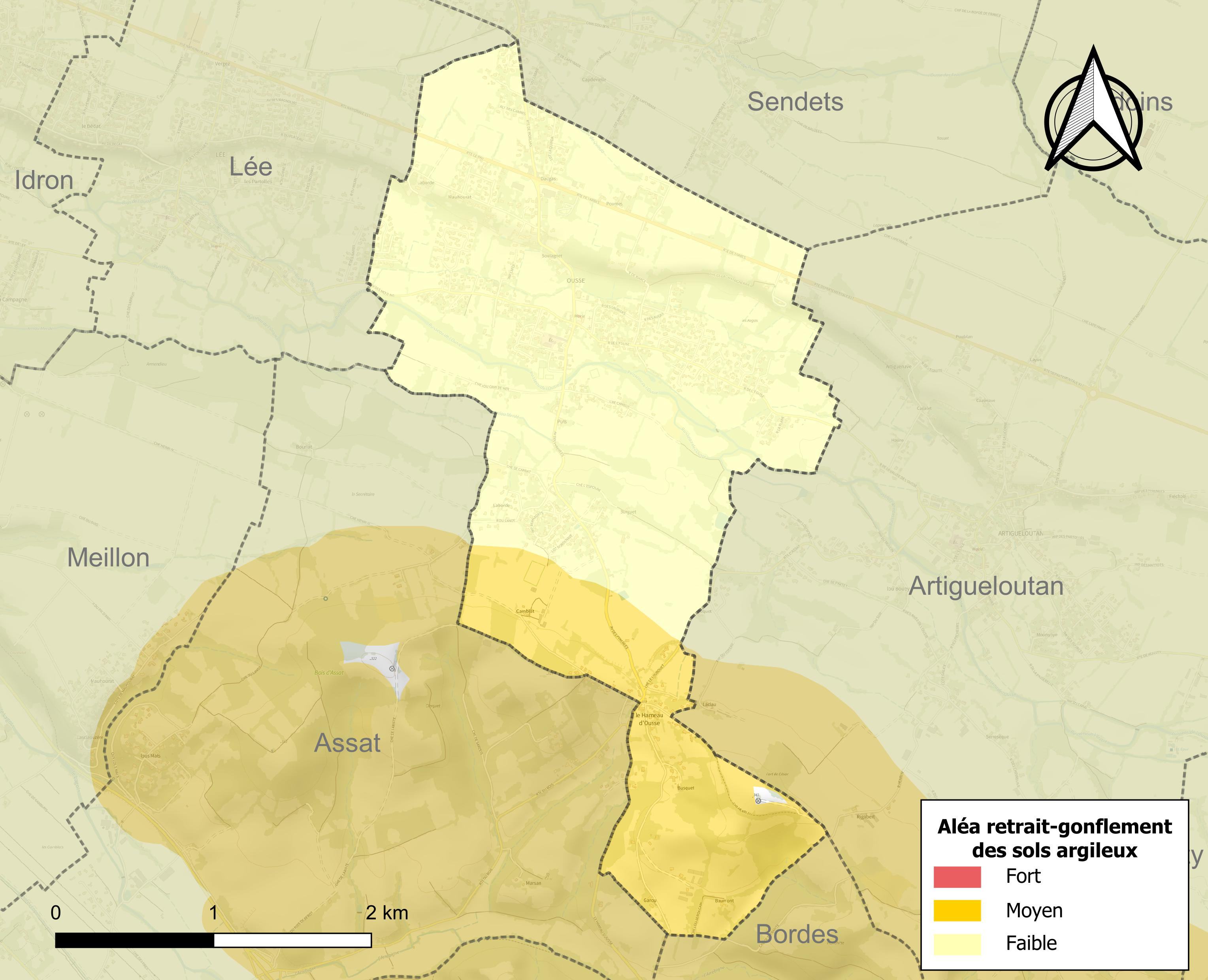
Carte des zones d'aléa retrait-gonflement des sols argileux d'Ousse.

Le retrait-gonflement des sols argileux est susceptible d'engendrer des dommages importants aux bâtiments en cas d’alternance de périodes de sécheresse et de pluie. 24,3 % de la superficie communale est en aléa moyen ou fort (59 % au niveau départemental et 48,5 % au niveau national). Depuis le 1er octobre 2020, en application de la loi ELAN, différentes contraintes s'imposent aux vendeurs, maîtres d'ouvrages ou constructeurs de biens situés dans une zone classée en aléa moyen ou fort,.

## Toponymie
Le toponyme Ousse apparaît sous les formes Ossa (XIIe siècle, cartulaire de Morlaàs), Osse (XIIe siècle, Pierre de Marca) et Oose (1402, censier de Béarn).
Cambus, ferme d’Artigueloutan, était également un fief, comprenant en 1538 les communes d’Ousse et de Rontignon, vassal de la vicomté de Béarn.
Le Fort de César est une motte, commune à Artigueloutan et Ousse, mentionnée en 1863.

## Histoire
Paul Raymond note qu'en 1385, Ousse comptait douze feux et dépendait du bailliage de Pau.
Aux XVIe, XVIIe et XVIIIe siècles, les seigneuries d'Ousse, de Lée, le fief de Cambus, Mondaut, les baronnies de Monget et Saint-Goin, étaient détenues par la famille de Fraixe (ou du Fraiche), alliée à la maison royale de Foix. Jacques de Foix, né vers 1475, fut abbé de Saint-Volusien de Foix, abbé de la Reule, évêque d'Oloron en 1521, gouverneur pour le roi de Béarn et de Basse-Navarre, chevalier des ordres, évêque de Lescar en 1534. Il testa le 16 octobre 1554 et mourut à Lescar le 7 avril 1555. Il assista au baptême de Henri III de Navarre, qui deviendra Henri IV, roi de France et de Navarre. Certains ouvrages précisent même, que c'est Jacques de Foix qui baptisa le roi. Avant son entrée dans les ordres, Jacques de Foix avait eu plusieurs enfants, dont Philippé de Foix, cousine de la Reine de Navarre, qui épousa, par contrat du 18 mars 1544, Gratian du Fraische.[réf. nécessaire]

## Politique et administration
| Période                                  | Période  | Identité            | Étiquette | Qualité |
| ---------------------------------------- | -------- | ------------------- | --------- | ------- |
| Les données manquantes sont à compléter. |          |                     |           |         |
| 2001                                     | 2008     | Serge Ravasson      |           |         |
| 2008                                     | En cours | Jean-Claude Bouriat |           |         |

### Intercommunalité
Ousse fait partie de six structures intercommunales :
- la communauté d'agglomération de Pau Béarn Pyrénées ;
- le syndicat d'aménagement hydraulique du bassin de l'Ourse ;
- le syndicat d’énergie des Pyrénées-Atlantiques ;
- le syndicat intercommunal pour la construction et le fonctionnement du C.E.S. de Bizanos ;
- le syndicat mixte d’eau et d’assainissement de la plaine de l’Ousse ;
- le syndicat mixte de la crèche l'Arche.

### Jumelages
Alfajarín (Espagne) depuis 1994. Il s'agit d'un jumelage collectif unissant du côté français les communes d'Idron, Ousse et Sendets à la commune espagnole d'Alfajarín.

## Population et société

### Démographie
L'évolution du nombre d'habitants est connue à travers les recensements de la population effectués dans la commune depuis 1793. Pour les communes de moins de 10 000 habitants, une enquête de recensement portant sur toute la population est réalisée tous les cinq ans, les populations de référence des années intermédiaires étant quant à elles estimées par interpolation ou extrapolation. Pour la commune, le premier recensement exhaustif entrant dans le cadre du nouveau dispositif a été réalisé en 2008.

En 2022, la commune comptait 1 667 habitants, en évolution de +0,3 % par rapport à 2016 (Pyrénées-Atlantiques : +3,78 %, France hors Mayotte : +2,11 %).
| 1793 | 1800 | 1806 | 1821 | 1831 | 1836 | 1841 | 1846 | 1851 |
| ---- | ---- | ---- | ---- | ---- | ---- | ---- | ---- | ---- |
| 392  | 362  | 405  | 394  | 475  | 504  | 527  | 524  | 527  |

| 1856 | 1861 | 1866 | 1872 | 1876 | 1881 | 1886 | 1891 | 1896 |
| ---- | ---- | ---- | ---- | ---- | ---- | ---- | ---- | ---- |
| 519  | 489  | 508  | 510  | 463  | 500  | 465  | 484  | 421  |

| 1901 | 1906 | 1911 | 1921 | 1926 | 1931 | 1936 | 1946 | 1954 |
| ---- | ---- | ---- | ---- | ---- | ---- | ---- | ---- | ---- |
| 418  | 416  | 416  | 331  | 318  | 300  | 320  | 277  | 341  |

| 1962 | 1968 | 1975  | 1982  | 1990  | 2006  | 2008  | 2013  | 2018  |
| ---- | ---- | ----- | ----- | ----- | ----- | ----- | ----- | ----- |
| 356  | 406  | 1 488 | 1 420 | 1 647 | 1 367 | 1 393 | 1 620 | 1 659 |

| 2022  | - | - | - | - | - | - | - | - |
| ----- | - | - | - | - | - | - | - | - |
| 1 667 | - | - | - | - | - | - | - | - |

## Économie
La commune fait partiellement partie de la zone d'appellation de l'ossau-iraty.

## Culture locale et patrimoine

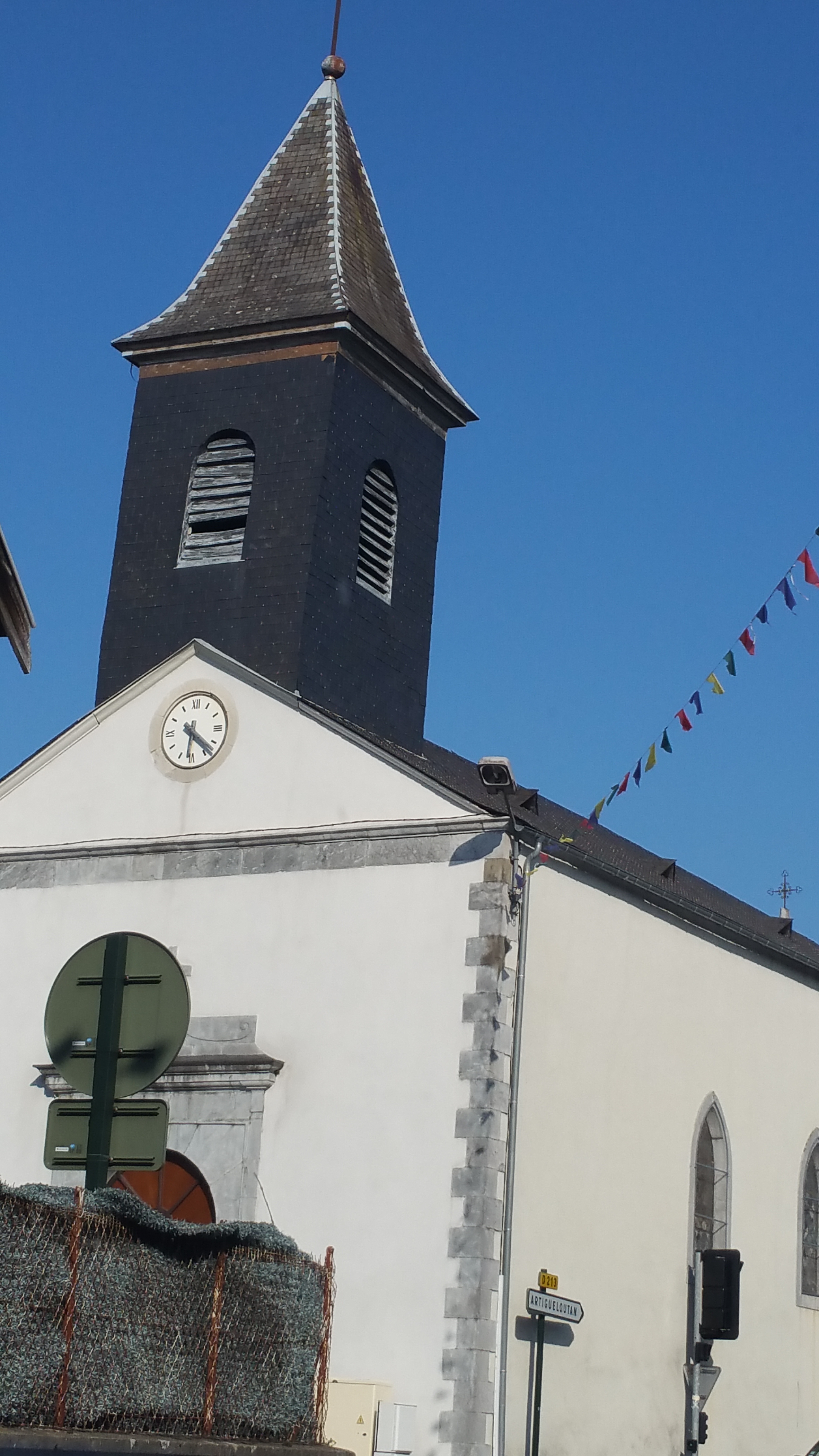
L’église Saint-Julien.

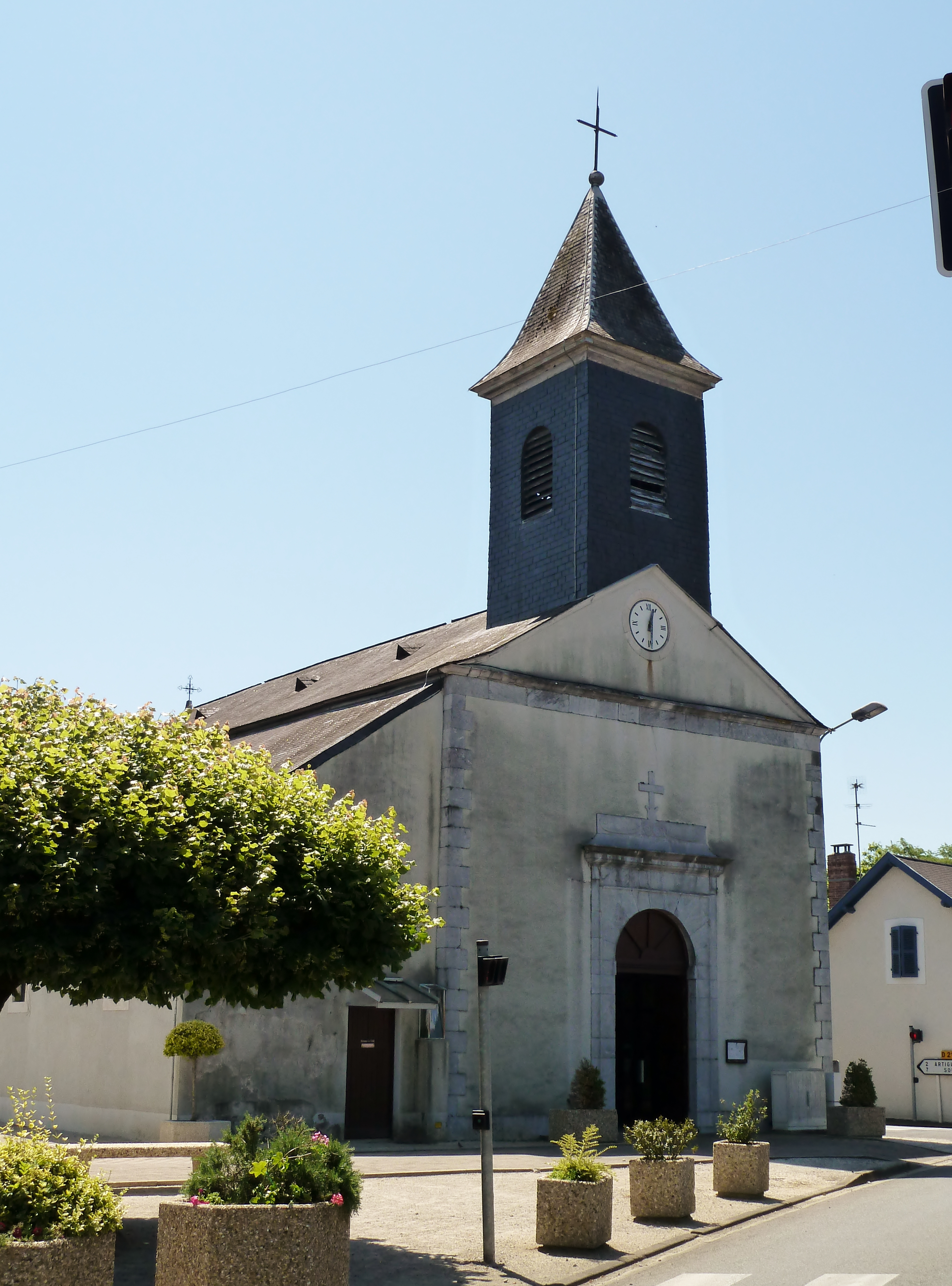
L’église Saint-Julien.

### Patrimoine religieux
L'Église Saint-Julien de Ousse est une des plus anciennes du Béarn. 
Catholique, elle est d'architecture romane.
L'église Saint-Julien se situe à côté de la mairie, au bas de la commune. 
Le tympan visible sur la porte du presbytère est orné d'un symbole chrétien.

### Fêtes de Ousse

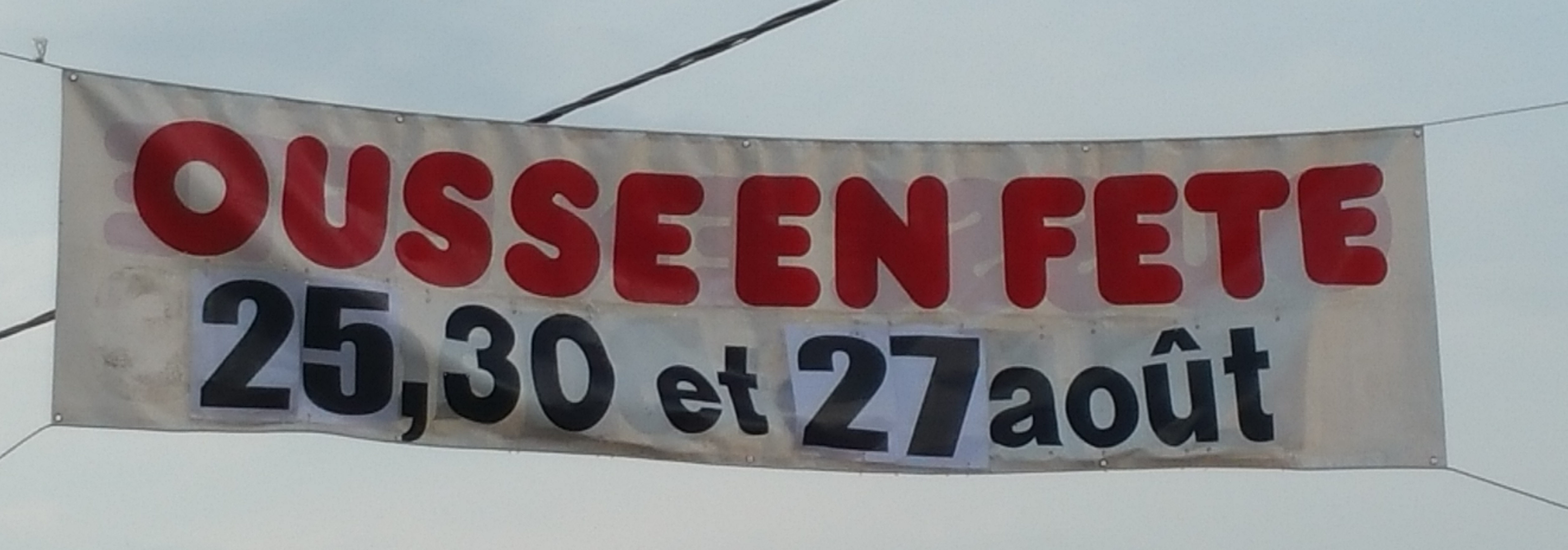
Ousse en fête

La commune est en fête chaque fin de mois d'août.

## Équipements

### Éducation
Ousse dispose d'une école maternelle et primaire, l'école Jules-Verne.

### Sports
La commune dispose de courts de tennis en bitume et d'un complexe sportif.
Les finales du championnat du Béarn de paleta gomme creuse se sont déroulées dans le complexe de pelote de Ousse au début de janvier 2017.